# أولاد العمري تحاتا (هوارة)
أولاد العمري تحاتا هو دُوَّار يقع بجماعة مداغ، إقليم بركان، جهة الشرق في المملكة المغربية. ينتمي الدوّار لمشيخة هوارة التي تضم 4 دواوير. يقدر عدد سكانه بـ 3616 نسمة حسب الإحصاء الرسمي للسكان والسكنى لسنة 2004.

## روابط خارجية
- البوابة الوطنية للجماعات الترابية
- المندوبية السامية للتخطيط